# 電 (吹雪型駆逐艦)
電（いなづま）は、日本海軍の駆逐艦。一等駆逐艦吹雪型(初雪型)（特型）の24番艦（III型の4番艦）、朧型（吹雪型の後期型）。この名を持つ日本海軍の艦船としては雷型駆逐艦電に続いて2隻目。
ロンドン海軍軍縮条約により、駆逐艦は「1500トンを超える艦は、合計排水量の16パーセントまで」という制限が設けられ特型の増産が不可能となり、電をもって建造が打ち切られた。
スラバヤ沖海戦では、撃沈された敵乗組員376名を救助したことで知られている。（詳細は後述。雷、工藤俊作の項目も参照）

## 艦歴

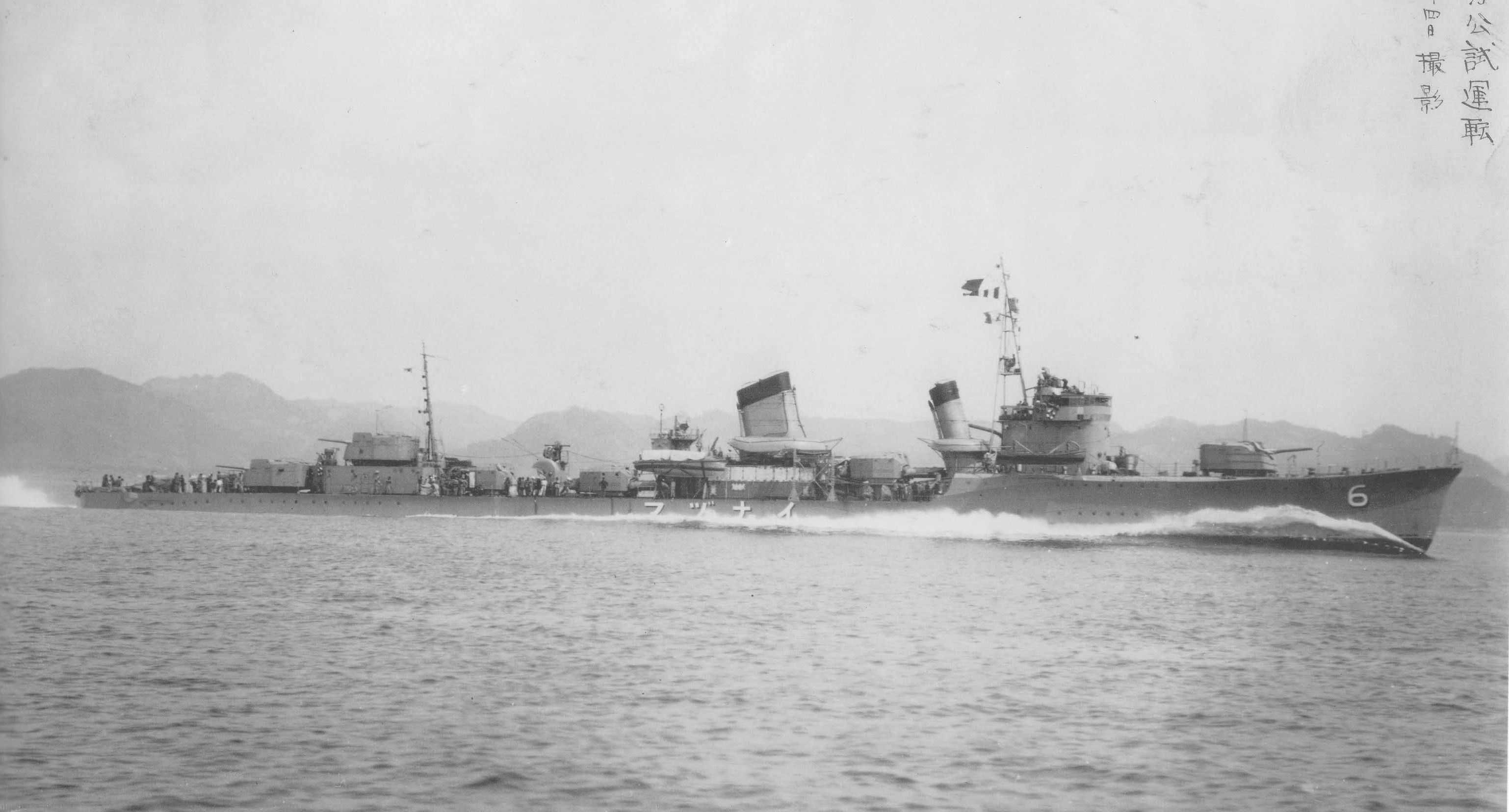
海上公試時の写真（1936年3月24日）

電は、藤永田造船所で1930年（昭和5年）3月7日起工。姉妹艦雷も電と同日附の起工である。同年3月15日、建造中の吹雪型駆逐艦4隻に対し、佐世保海軍工廠の1番艦に暁(アカツキ)、舞鶴要港工作部の2番艦に響(ヒビキ)、浦賀船渠株式会社の3番艦に雷(イカヅチ)、藤永田船渠の4番艦（本艦）に「電(イナヅマ)」の艦名が正式に与えられる。電は1932年（昭和7年）2月25日に進水、同年11月15日に竣工した。1933年（昭和8年）3月4日、昭和三陸地震救援のため第六駆逐隊僚艦雷と共に釜石へと急行し、6日には盛に入った。1934年（昭和9年）6月29日、済州島南方で演習中に僚艦深雪に衝突、深雪は沈没。電は一番砲塔以前の艦首部を喪失し、下士官一人が死亡している。軽巡洋艦那珂に曳航され、後進で佐世保に帰投、修理は呉で約3か月間かけて行われた。修理後、1934年11月からは暁、響、雷、電の姉妹艦4隻で第六駆逐隊を編成し、1940年（昭和15年）11月、第一艦隊第一水雷戦隊に編入。間もなく11月から1941年（昭和16年）8月まで石川島造船所で特定修理が行われ、九三式探信儀と九一式方位盤を装備した。その他、二番煙突後方に1基装備されていた13ミリ連装機銃の九六式二十五粍高角機銃への換装も計画されていたが、供給問題により換装は実施されず、のちのガダルカナル島の戦いの時期まで13ミリ連装機銃が唯一の対空兵装であった。この状態で太平洋戦争を迎えた。

### 1941年 - 1942年11月まで
電は12月4日から香港攻略戦に参加。次いで1942年（昭和17年）1月9日からはメナド攻略戦に参加するが、1月20日、ダバオ湾口付近で特設運送船（給糧）仙台丸（日本水産、472トン）と衝突し、翌21日に工作艦明石に横付けし応急修理、さらに1月29日に馬公市に回航され、1月30日から2月17日まで馬公工作部で修理を実施した。修理後は高雄市に回航され、2月21日に重巡洋艦妙高を護衛のため高雄市を出撃、3月1日にスラバヤ沖海戦に参加。イギリスの重巡洋艦エクセターに魚雷を放ち、撃沈に至らしめている。このとき電では「沈みゆく敵艦に敬礼」との艦内放送が流れ、乗組員らが甲板で敬礼したという。直後、エクセターから海に飛び込む水兵らが目撃され、竹内一艦長の「敵兵を救助せよ」の命令により376名のイギリス兵を救助した。
間もなく日本に向かい、3月26日に呉に帰投後4月3日に横須賀に回航、4月15日あるいは23日から5月18日まで三菱横浜船渠で修理ののち、横須賀でも5月20日まで修理が行われた。この5月20日に北方部隊所属となったあと、先に整備と修理を終えた暁、響、雷の後を追う形で5月22日に横須賀を出港して陸奥湾に向かった。
「電」は重巡洋艦「那智」、駆逐艦「雷」とともに北方部隊の主隊としてAL作戦（西部アリューシャン攻略作戦）に参加した。主隊は5月29日に川内湾を出港し、6月2日に幌筵島に到着。翌日、同地を出撃した。AL作戦ではアッツ島とキスカ島の占領が行われた。続いて「電」は6月25日から28日にかけて大湊からキスカ島への燃料、弾薬の輸送に従事した。7月5日、駆逐艦「子日」がアメリカ潜水艦「トライトン」の雷撃で撃沈された。救援におもむいた「電」は「子日」の生存者36名を収容、さらに撃ち込まれた魚雷3本を回避したのち爆雷9個を投下して反撃した。
7月10日から15日の間は、キスカ島へ陸戦隊などを運んだ特設運送船「あるぜんちな丸」をキスカ島から横須賀まで護衛した。
「電」は7月31日まで停泊ののち、7月5日にアメリカ潜水艦「グロウラー」の雷撃で大破した「霞」救援中の「雷」から任務を継承するため横須賀を出港。8月3日に幌筵島片岡湾に到着し、「霞」の曳航を「雷」から引き継いで8月5日に出港。8月9日に石狩湾に到着。前日アメリカ艦隊がキスカ島を砲撃したことから「電」は加熊別湾への進出を命じられ、「霞」の曳航は特設運送船（給油）「富士山丸」に引き継いだ。その後キスカ島へ移動し、8月15日から20日にかけて「霞」と同じくグロウラーの攻撃で大破した「不知火」を片岡湾まで曳航した。
ガダルカナル島の戦いが緊迫化するに伴って第六駆逐隊は南方へ回ることとなり、8月28日に機動部隊に編入された。これに伴い、「電」、「暁」、「雷」は8月29日に大湊を出港して呉に向かった。
呉に回航後、電は瀬戸内海西部で第二航空戦隊（角田覚治少将）の空母飛鷹および隼鷹と訓練を実施した。10月4日、電、磯波は飛鷹、隼鷹を護衛して呉を出撃し、10月9日にトラックに到着。ガダルカナル島の戦いに加わる。10月20日深夜、空母飛鷹で機関室火災が発生して戦闘航海不可能となり旗艦任務および艦載機を隼鷹に移譲、電、磯波は飛鷹を護衛してトラック泊地へ向かった。また船団護衛任務に従事した。
11月9日、ガダルカナル島ヘンダーソン飛行場砲撃に向かう挺身攻撃隊に属しトラックを出撃。挺身攻撃隊の戦力は戦艦比叡、霧島、軽巡長良、駆逐艦天津風、雪風、照月、暁、雷、電、朝雲《四水戦旗艦》、村雨、五月雨、夕立、春雨、時雨、白露、夕暮で、時雨、白露、夕暮はガ島〜ルッセル諸島間警戒のため夜戦には参加していない。
11月12日深夜〜11月13日未明、ノーマン・スコット少将率いるアメリカ海軍巡洋艦部隊（重巡2、軽巡3、駆逐艦8）との間に第三次ソロモン海戦(十二日第一夜戦)が生起。本夜戦において第6駆逐隊から姉妹艦の暁が沈没、雷が大破、三番艦として行動していた電は弾片で魚雷発射管動力電路切断という軽微な損害を受けた。このあと霧島、朝雲、春雨、電の一群となって戦場を離脱した。電は魚雷6本と主砲54発を発射。残魚雷11本、主砲残弾846発。雷撃により防空巡洋艦1轟沈、砲撃により防空巡洋艦1中破、巡洋艦1小破という戦果を報告した。一連の夜戦で暁以外に比叡、夕立が沈没、天津風が中破している。電幹部は探照灯を照射した旗艦比叡が集中砲撃を受けて航行不能（のち自沈）したことを踏まえ、従来の夜戦戦術に対して『再考を要す』と提言している。
一旦ガダルカナル島海域を離脱したのち前進部隊（指揮官近藤信竹第二艦隊司令長官：旗艦愛宕）と合流した霧島、電等は、燃料補給を受けたのち重巡愛宕および近藤長官直率下で再びガ島ルンガ泊地へ突入、ガ島飛行場砲撃を行うことになった。ガ島砲撃隊の編制は、射撃隊（砲撃隊《愛宕、高雄、霧島》、四戦隊直衛《長良、電、五月雨》、霧島直衛《朝雲、白雪、初雪、照月》）・掃討隊（川内《三水戦旗艦》、敷波、浦波、綾波）に区分され、戦艦1・重巡2・軽巡2・駆逐艦9であった。
11月14日深夜、ウィリス・A・リー少将率いる戦艦ワシントン、サウスダコタと駆逐艦4隻が近藤艦隊を迎撃し、第三次ソロモン海戦(十四日第二夜戦)となる。第十戦隊司令官指揮下の「長良、五月雨、電、白雪、初雪」はサボ島西方を通過して南方へ進出、『敵巡洋艦1・駆逐艦3』（のちに戦艦2隻と報告）に対し雷撃戦を敢行した。この時、電は魚雷4本を発射。米駆逐艦も応戦し、魚雷2本が電の艦底を通過している。魚雷発射後、十戦隊部隊はサボ島北西に避退しつつ魚雷の次発装填を行った。その後白雪、初雪、電、五月雨は米新型戦艦に雷撃戦を敢行し、初雪が魚雷3本・電が5本・五月雨が5本を発射するも、ワシントン、サウスダコタに被害はなかった。14日夜戦で電は魚雷合計9本、主砲81発、13mm機銃400を発射。雷撃で大巡1撃沈、砲撃で大巡1中破を報告しているが、実際の戦果は不明（アメリカ軍は駆逐艦3喪失、1隻大破）。
それ以上の戦闘は生起せず、沈没した霧島、綾波を除く近藤艦隊は戦場を離脱、電は前進部隊と共に11月18日にトラックに帰投した。しかし、2日後の11月20日にはトラックを出港してラバウルに進出し、東部ニューギニアへの輸送作戦に従事することとなった。

### 1942年11月 - 12月
11月24日の第3回ブナへの輸送作戦を皮切りに、電はマダン、ウェワクへの輸送作戦に参加した。11月23日夜、第2駆逐隊司令指揮下に春雨《旗艦》、白露、電、磯波、早潮はラバウルを出撃。24日夜にフォン半島で空襲を受け「早潮」が被弾、炎上する。春雨は白露に早潮処分を下令。白露の砲撃で早潮は沈没した。電は各艦と協力して生存者を救助し、早潮乗組員28名を収容している。揚陸作戦は失敗し、25日にラバウルへ戻った。
12月1日午前0時、第8駆逐隊司令指揮下に朝潮、荒潮、磯波、電はブナ輸送のためラバウルを出撃する。アメリカ軍大型爆撃機の執拗な空襲に悩まされた上に揚陸地点で大発動艇部隊との連絡がつかず、2日未明に一部物件を揚陸したにとどまった。電、朝潮はB-17と交戦して撃墜された友軍航空機搭乗員1名をそれぞれ救助した。B-17やB-24の脅威にさらされた電では、効果のない13mm機銃を速に25mm機銃に換装したいと要望している。
12月8日早朝、第10駆逐隊司令指揮下に風雲、夕雲、朝潮、荒潮、磯波、電はブナ輸送を実施すべくラバウルを出撃する。B-24の空襲により朝潮が被弾した。軽巡天龍が救援に向かう中、外南洋部隊（第八艦隊）の下令に従い輸送駆逐隊は反転。B-17重爆7機の空襲で磯波が至近弾を受けるが、それ以上の損害はなく16時45分ラバウルへ戻った。
12月11日夜、風雲、夕雲、荒潮、磯波、電はブナ輸送のためラバウルを出撃、ニューアイルランド島カビエンより進行していた熊野、鈴谷、望月とアドミラルティ諸島ロレンガウにて合流する。風雲、夕雲、磯波は重巡熊野から、荒潮、電は重巡「鈴谷」から燃料補給を受けたのち、迂回航路でブナへ向かった。途中、輸送隊の掩護・哨戒をおこなっていた一式陸上攻撃機がB-24と交戦して不時着、電は搭乗員8名を救助した。14日のブナ揚陸は成功したが、空襲で「荒潮」に数名の死傷者を出している。同日夜、輸送隊はラバウルへ戻った。
12月中旬、日本軍はニューギニア方面作戦を進展させるため、ニューギニア島東部のマダンとウェワク攻略作戦（ム号作戦）を発動する。主隊（鳥海）、支援隊（熊野、鈴谷）、東部ニューギニア方面護衛隊（天龍）、ウェワク攻略部隊（巻雲、夕雲、風雲、清澄丸）、マダン攻略部隊（荒潮、涼風、電、磯波、愛国丸、護国丸）、母艦航空隊（隼鷹、阿賀野、磯風、浜風、他駆逐艦1）という兵力部署が決定。各隊は12月16日、トラック泊地やラバウルを出撃し、それぞれの攻略目標へ向かった。ウェワク攻略隊の作戦は成功したが、マダン攻略隊は12月18日の空襲で護国丸が被弾、さらに揚陸中、アメリカ潜水艦アルバコアの雷撃で軽巡洋艦天龍が沈没した。第十八戦隊旗艦は磯波に変更された。このような被害があったものの、マダン揚陸はおおむね完了し、攻略部隊は20日午前中になってラバウルへ戻った。帰路、電はB-24と交戦して撃墜された零式艦上戦闘機の搭乗員を救助した。
12月下旬、外南洋部隊はガ島への輸送を強化するため、ニュージョージア島のムンダ飛行場を中心に、バングヌ島ウィックハム、ラッセル諸島、ガ島カミンボに防空基地を設置することにした。まずウィックハム基地建設から始めることになり、第17駆逐隊司令指揮下の谷風、浦風、磯波、荒潮、夕暮、電が陸兵物資を搭載して26日夕刻、ラバウルを出撃する。ショートランド泊地を経由して27日夜のウィックハム揚陸に成功、翌日朝にショートランド泊地へ戻った。
12月30日、外南洋部隊増援部隊指揮官（第二水雷戦隊司令官）は田中頼三少将から小柳冨次少将に交代し、小柳少将は夕雲型駆逐艦長波に将旗を掲げた。1943年（昭和18年）1月2日午前11時、第二水雷戦隊は警戒隊（長波、荒潮、涼風、江風、巻波）と輸送隊（親潮、黒潮、陽炎、磯波、電）という戦力を揃え、各艦にドラム缶を搭載してショートランド泊地を出撃、ガ島へ向かった。夕刻、アメリカ軍小型機約20の襲撃を受け涼風が至近弾により損傷、電は涼風を護衛して輸送隊から分離し、1月3日早朝ショートランド泊地へ戻った。涼風、電が欠けたものの、鳥海、鈴谷、熊野所属水上偵察機隊の活躍もあり、輸送作戦は成功した。
この輸送作戦実施直前の12月30日附で電、磯波、有明、夕暮は外南洋部隊から前進部隊への復帰を下令されていた。1月6-7日、駆逐艦電、磯波、有明、夕暮、天霧は、空母瑞鶴、戦艦陸奥、重巡鈴谷を護衛してトラック泊地を出発。瑞鶴隊は呉へ向かい、陸奥、電、磯波は1月12日に横須賀に帰投。1月17日から2月5日まで修理が行われ、艦橋前に13ミリ連装機銃1基が装備されたのはこの修理の時とも推定されている。

### 1943年 - 1944年
1943年（昭和18年）1月30日、「電」は北方部隊に編入され、挺身輸送部隊に属した。2月6日、「電」は「多摩」とともに横須賀発。2月9日、大湊着。同日、「君川丸」とともに幌筵へ向かい、2月12日着。2隻は即日出港。「君川丸」はアッツ島への搭載機の輸送を行い、2月15日に2隻は柏原湾に帰着した。2月18日、第十五船団として第三十二防空隊、第三十設営隊基幹員および飛行場資材を運ぶ「粟田丸」を軽巡洋艦「阿武隈」とともに護衛して幌筵からキスカ島へ向けて出港。このころアッツ島方面にはアメリカ艦艇が出現し、2月20日にはアッツ島へ向かっていた「あかがね丸」が撃沈されたが、「粟田丸」による輸送は成功した。「電」と「阿武隈」は2月21日に「粟田丸」をキスカ島へ向かわせ、2月25日に幌筵に帰着した。アメリカ水上部隊による「あかがね丸」撃沈により北方部隊はその大半を輸送作戦に投入することとなり、第一水雷戦隊（駆逐艦「初春」、「響」欠）は護衛部隊となった。3月7日、水上機や飛行場資材、人員等を運ぶ「君川丸」、「粟田丸」、「崎戸丸」の3隻（第二十一船団、イ船団）と護衛部隊および重巡洋艦「那智」など巡洋艦4隻は3月7日に幌筵海峡より出撃。3月10日に揚陸成功し、3月13日に全部隊幌筵海峡に帰投した。
3月23日には、北方部隊主力と共に特設巡洋艦浅香丸（日本郵船、7,398トン）と陸軍輸送船崎戸丸（日本郵船、9,245トン）を護衛して幌筵島を出撃してキスカ島に向かう。
北方部隊は3月27日に「ソック」チャールズ・マクモリス少将のアメリカ艦隊と遭遇してアッツ島沖海戦が生起する。第五艦隊司令長官細萱戊子郎中将（旗艦那智）が指揮する日本艦隊は、主隊（第二十一戦隊《那智、摩耶、多摩》、第21駆逐隊《若葉、初霜》）、護衛部隊（第一水雷戦隊《阿武隈》、第6駆逐隊《雷、電》）、「ロ」船団（浅香丸、崎戸丸）という、重巡2隻・軽巡2隻・駆逐艦4隻だった。一方、チャールズ・マクモリス少将指揮下の米艦隊は重巡2・軽巡1・駆逐艦4だった。電は海戦の直前に浅香丸、崎戸丸を護衛して北西方向に針路を変え、海戦自体には参加しなかった。電に戦果はなかったが、那智、摩耶、多摩、阿武隈、若葉、初霜、雷の戦闘は稚拙そのものだった。電側は戦闘に参加した第五艦隊各艦の消極的姿勢を強く非難している。
その後は北方海域を離れて4月16日に横須賀に帰投し、30日まで整備が行われた。この間の4月1日、第六駆逐隊は新編成の第十一水雷戦隊（木村進少将）に編入される。4月15日以降は内南洋部隊に転属して日本本土とトラック間の船団護衛任務に従事することとなった。5月5日にトラックに進出する練習巡洋艦香取の護衛が内南洋部隊での初任務であり、以降12月までの間、雷とローテーションを組んで横須賀とトラック間の船団護衛任務で7往復、平均して1か月あたり1往復と4分の1回のペースで船団護衛任務に明け暮れた。任務の合間を縫って10月6日から24日まで横須賀海軍工廠で修理を受ける。11月に入って護衛任務に戻り、12月には陸軍部隊をトラックからクサイ島まで輸送。12月27日に響とともに空母飛鷹、龍鳳を護衛してトラックを出港し、年改まった1944年（昭和19年）1月2日に呉に到着した。
1944年1月6日、電は響、薄雲とともにマニラへの航空機輸送任務を行う空母海鷹、神鷹の護衛のため佐伯を出港するが、神鷹の機関不調により輸送作戦は一時中止となった。12日に神鷹、薄雲を外して再度佐伯を出撃し、1月16日にマニラに到着。以後シンガポール、タラカン島、パラオを経て2月11日にトラックに到着し、2日後の13日にトラックを出港して19日に呉に帰投した。2月23日からは空母千代田による輸送作戦の護衛にあたり、特設運送船（給油）「国洋丸」（国洋汽船、10,026トン）を加えて3月1日に横須賀を発ち、サイパン島、グアム、パラオ、バリクパパンと寄港。その途中の3月18日には、タウィタウィ近海でアメリカ潜水艦ガンネルに発見されるが、ガンネルは9,000ヤードより距離を縮めることができず、電は響と共同で16発の爆雷を投下してガンネルを追い払った。バリクパパンで燃料補給ののち、東進してパラオに向かう途中の3月22日に再びガンネルに発見されるも、11,000ヤード離れて15ノットで航行されては、ガンネルにとっては手の尽くしようもなかった。3月27日にパラオを出港して再度バリクパパンに向かい、給油ののちダバオに向かった。その後は4月4日にダバオを出港して4月10日に呉に帰投。響とともに呉海軍工廠で4月10日から30日まで修理を行うが、この時に二番砲塔を撤去したものと推定され、25ミリ単装機銃2基が増備された。また、この修理までに25ミリ連装機銃2基の装備も行われた。修理中の4月13日、姉妹艦雷がアメリカ潜水艦によって撃沈され、第6駆逐隊は電、響の2隻となった。

### 最期
修理を終えたあとの5月3日、電は同じく修理を行った響とともにヒ61船団に加入し、六連島沖を出撃。5月9日にマニラに到着後、船団加入船のうち3隻の特設運送船（給油）、日栄丸（日東汽船、10,021トン）と建川丸（川崎汽船、10,090トン）、あづさ丸（石原汽船、10,022トン）は第一機動艦隊（小沢治三郎中将）への補給任務のためマニラでヒ61船団から分離し、響とともに護衛にあたることとなった。5月11日にマニラを出港してバリクパパンに向かった。3日後の5月14日未明、北緯05度03分 東経119度36分 / 北緯5.050度 東経119.600度のシブツ海峡で哨戒中のアメリカ潜水艦ボーンフィッシュが距離7,000ヤードのかなたに3隻のタンカーを発見し、戦闘配置を令する。護衛を「2隻の『響』クラス駆逐艦」と正確に判断したボーンフィッシュは3番目のタンカーを目標に魚雷を6本発射する用意を整えたが、5本目までは発射できたものの6本目の魚雷は発射管の故障で発射できなかった。
そのころ、電は響と位置を交代したばかりであった。そこにボーンフィッシュからの魚雷が接近した。魚雷は電の中部と後部に1本ずつ命中し、電は右舷側に45度に倒れて後部は二つ折れとなり、間もなく沈没した。電乗員のうち常盤駆逐艦長以下169名が戦死したが、121名は響に救助された。生存者の中には第六駆逐隊関係者も含まれ、第六駆逐隊の軍医長であり1952年（昭和27年）に「アリチアミン」を発見した藤原元典もその一人である。
同年6月10日、駆逐艦電、雷、天霧は初雪型駆逐艦から除籍された。
同日附で軽巡夕張は軍艦籍より、雷、電、秋雲、天霧は帝国駆逐艦籍より除籍された。
暁、雷、電の相次ぐ喪失で第6駆逐隊は響のみとなり、雷、電の除籍と共に第6駆逐隊も解隊された。
一方、電を雷撃したボーンフィッシュはタンカーを撃沈したと判断し、「『玄洋丸』型タンカー1隻撃沈」と報告し、当時の戦果認定でも報告通り「『玄洋丸』型タンカー1隻撃沈」の戦果が認定された。ボーンフィッシュのこの時の戦果がタンカー撃沈ではなく電撃沈であると認定されたのは戦争終結後の1946年のことであった。

## 慰霊碑
岩手県盛岡市聖寿禅寺のロータリー内に37回忌供養の慰霊碑が建立されている。

## 歴代艦長
※『艦長たちの軍艦史』293-294頁、『日本海軍史』第9巻・第10巻の「将官履歴」による。

### 艤装員長
1. 平塚四郎 中佐：1932年3月1日 -

### 艦長
1. 平塚四郎 中佐：1932年11月15日 - 1934年11月1日
2. 有賀幸作 少佐：1934年11月1日 - 1935年10月15日
3. 渋谷紫郎 中佐：1935年10月15日 - 1936年12月1日
4. 山田勇助 少佐：1936年12月1日 - 1937年12月1日
5. 宮坂義登 中佐：1937年12月1日 - 1938年6月1日[131]
6. （兼）溝畠定一 中佐：1938年6月1日[131] - 1938年11月1日[132]
7. 古川文次 少佐：1938年11月1日 - 1939年1月25日[133]
8. （兼）中村謙治 中佐：1939年1月25日[133] - 1939年2月20日[134]
9. 勝見基 少佐：1939年2月20日 - 1941年9月15日[135]
10. 竹内一 少佐：1941年9月15日 -
11. 寺内正道 少佐：1942年11月6日 -
12. 常盤貞蔵 少佐：1943年11月20日 - 1944年5月14日戦死